# Meurthe (departament)
Departamentul Meurthe (franceză Département Meurthe) a fost un departament al Franței format în urma reorganizării teritoriale din perioada Revoluției Franceze pe teritoriul fostei Provincii Lorena. Reședința departamentului era orașul Nancy iar numele era dat de fluviul Meurthe care curge în regiune. Acesta a încetat să existe în 1871 în urma anexării Alsaciei și Lorenei de către Imperiul German. 
În 1866 departamentul era organizat în 5 arrondissemente: Nancy, Château-Salins, Lunéville, Sarrebourg și Toul și 714 comune. În urma Războiului franco-prusac din 1870-1871, nou creatul Imperiu German anexează prin Tratatul de la Frankfurt regiunea Alsacia-Lorena. Aceasta era formată din cele două departamente alsaciene (Haut-Rhin și Bas-Rhin), partea de vest a departamentului Moselle și o treime din departamentul Meurthe (arondismentele Château-Salins și Sarrebourg). Restul departamentului Meurthe, împreună cu arondismentul Briey din vestul departamentului Moselle, au format noul departament Meurthe-et-Moselle. La sfârșitul Primului Război Mondial, în 1919 când teritoriul Alsacia-Lorena a revenit Franței s-a decis păstrarea departamentului Meurthe-et-Moselle sub forma existentă și reînființarea departamentului Moselle pe restul teritoriului din Lorena.